# 무덤박쥐속
무덤박쥐속(Taphozous)은 대꼬리박쥐과에 속하는 박쥐 속이다. 14종으로 이루어져 있다.

## 하위 종
| - 인도네시아무덤박쥐 (T. achates) - 해안대꼬리박쥐 (T. australis) - 대꼬리박쥐 (T. georgianus) - 해밀턴무덤박쥐 (T. hamiltoni) - 힐데가르트무덤박쥐 (T. hildegardeae) - 힐대꼬리박쥐 (T. hilli) - 아른험대꼬리박쥐 (T. kapalgensis) | - 긴날개무덤박쥐 (T. longimanus) - 모리셔스무덤박쥐 (T. mauritianus) - 수염무덤박쥐 (T. melanopogon) - 벌거숭이궁둥이무덤박쥐 (T. nudiventris) - 이집트무덤박쥐 (T. perforatus) - 테오발트무덤박쥐 (T. theobaldi) - 트라우턴대꼬리박쥐 (T. troughtoni) |